# Tannschöpfleshof
Der Tannschöpfleshof (auch Tannschöpfle oder Thannschöpfleshof) ist eine nicht mehr existierende Siedlung auf der Gemarkung von Plüderhausen, einer Gemeinde im baden-württembergischen Rems-Murr-Kreis. Der kleine Weiler wurde Mitte des 19. Jahrhunderts aufgegeben; die Feldmark wurde aufgeforstet.

## Lage
Der Weiler befand sich in Waldeinsamkeit gelegen, etwa 1,1 Kilometer nordöstlich von dem zu Urbach gehörenden Eulenhof, zwischen den Bergen Heidenbühl (426 m) und dem Heuberg (476 m). Der Flurname lautet Tannschöpfle.

## Geschichte
Nach der Beschreibung des Oberamts Welzheim wurde der Tannschöpfleshof in neueren Zeiten auf Waldboden angelegt. Er gehörte zu dem Amt Ober-Urbach. 1845 hatte die Siedlung 26 Einwohner, die alle evangelischer Konfession waren. 1866 wurde die Siedlung aufgegeben.

### Einwohnerentwicklung
- 1822: 17 Einwohner[3]
- 1845: 26
- 1894: 0[4]